# パーソナルブランド
パーソナルブランドは、ブランドの概念や理論を個人にあてはめ、いわば個人のPRを行うための考え方である。自分ブランドとも呼ばれる。また、個人の持つ属性を抽出してアピールポイントとして強調することをパーソナルブランディングという。この観点からの類義語としてキャラ立ちがある。
パーソナルブランドは、個人（あるいは個人を前面に押し出した企業）をいかに印象に残らせるかを追求するビジネスツールである。つまり、膨大なコストをかけて効果が不確かな営業活動を行うのではなく、より少ない労力で優良顧客を獲得することを目指すものである。